# Hellbastard
A Hellbastard brit crust punk/crossover thrash/thrash metal együttes. 

## Története
1984-ben alakultak Newcastle upon Tyne-ban. Alapító tagjai: "Scruff" Lewty, Phil Laidlaw és Ian "Scotty" Scott. 1990-ben közreműködtek a Grindcrusher című válogatáslemezhez a "Justly Executed" című dallal. A lemezt a Combat Records és az Earache Records adták ki.
Az együttes nagy hatásúnak számít a crust punk műfajában. A stílus nevét a zenekar első demójáról, a "Ripper Crust"-ról kapta. 
 A zenekar továbbá a crossover thrash műfaj képviselői közé is tartozik. Scotty kiszállt az együttesből, és új zenekart alapított, Hellkrusher néven. Scruff és "Nick" (Nick Parsons) egy barátjuk együttesében, az "Energetic Krusher"-ben is játszottak. 
1992-ben feloszlottak, majd 2007-ben újra összeálltak. 

## Tagok
- Scruff - ének, gitár
- Jon - dob
- Rich - basszusgitár
- Max - gitár

## Diszkográfia
- Heading for Internal Darkness (1988)
- Natural Order (1990)
- The Need to Kill (2009)
- Feral (2015)